# الميت (فلم 2010)
الميت (بالإنجليزية: The Dead) هو فيلم رعب تم انتاجه في المملكة المتحدة، وصدر سنة 2010 من بطولة روب فريمان.

## القصة
تدور أحداث الفيلم حول فيروس غامض ينتشر في أفريقيا يحول الناس إلى زومبي لذا يحاول المهندس الميكانيكي الامريكي (بريان مورفي) النجاة من هذا الكابوس عبر الحصول على طائرة يعود بها إلى بلده.

## وصلات خارجية
- مقالات تستعمل روابط فنية بلا صلة مع ويكي بيانات

- الميت على Imdb
- الميت على Rotten Tomatos